# Dlouhá stoka
Der Dlouhá stoka (deutsch Flossgraben) ist ein künstlich angelegter Wasserlauf, der im Zusammenhang mit der Ausbeutung der Zinnerzvorkommen im Gebiet Slavkovský les (deutsch Kaiserwald) im Kreis Cheb (deutsch Eger) im Westen Tschechiens angelegt wurde.

## Verlauf
Der Lange Graben, so lautet die Übersetzung aus dem Tschechischen, ist einer der Abflüsse des Kladský rybník (deutsch Glatzener Teich). Er beginnt am nördlichen Ufer des Sees und verläuft, natürlichen Bruch- und Höhenlinien folgend, von West nach Ost. Der deutsche Name geht darauf zurück, dass er als Floßgraben auch zum Flößen von Grubenholz benutzt wurde. Mit diesem Holz wurden unter anderem die Schächte und Strecken im Bergwerk ausgebaut, um diese vor dem Einstürzen zu schützen.
Am Anfang fließt der Graben parallel zum Pramenský potok (deutsch Rodabach), biegt aber im Gegensatz zu diesem nach vier Kilometern in Richtung Norden ab und macht dabei einen weiten Bogen um das Dorf Prameny (deutsch Sangerberg). Wieder in ursprünglicher Fließrichtung verläuft er zwischen den ersten Erhebungen des Vlčí hřeben (deutsch Wolfskamm) und den beiden nationalen Kulturdenkmalen Tři Křížky (deutsch Drei Kreuze) und Upolínová louka pod Křížky (deutsch Trollblumenwiese unter den Kreuzen), die über seinem linken Ufer liegen.
Weiter geht es in nordöstlicher Richtung zum Dorf Nová Ves u Sokolova (deutsch Neudorf bei Tepl), wo in einer kleinen Aufbereitungsanlage Wasser entnommen wird, um die Bevölkerung mit Trinkwasser zu versorgen. Bevor der Flossgraben im Dorf Krásno (deutsch Schönfeld) in den als Kanal ausgebauten Bach Stoka mündet, schlägt er noch einen halben Kreis um den Berg Krasenský vrch (Schönfelder Höhe, 777 m) mit seinem steinernen, zikkuratförmigen Aussichtsturm.
Der Wasserweg wurde mit einer mittleren Breite von über zwei Metern und einer durchschnittlichen Neigung von 3,5 Promille angelegt. Die Fließgeschwindigkeit konnte mit 14 Wehren reguliert werden. Auf 24 Kilometern Länge ohne die Nebenzweige, Luftlinie sind das nur etwa halb so viel, nutzen 52 Erzmühlen das Wasser des Langen Grabens. Er nimmt das Wasser einer großen Zahl von kleinen Bächen und Gräben untergeordneter Bedeutung auf, denn neben einer idealen Ausnutzung des natürlichen Gefälles ist er dahin gehend optimiert, möglichst beständig mit Wasser versorgt zu werden. Das System von Gräben wird von 35 Brücken überquert und umfasst zusammen mit Abzweigen und zehn großen Bergwerksteichen eine Gesamtfläche von ungefähr sieben Hektar.

## Geschichte
Seit Beginn des Bergbaus im Kaiserwald war immer eine große Menge Wasser notwendig. Neben der Trinkwasserversorgung war es über Jahrhunderte die wichtigste Energiequelle, die mit Wasserrädern erschlossen wurde und zum Antrieb verschiedener Maschinen diente. Pochwerke und Hammerschmieden wurden auf diese Weise in Bewegung gesetzt. Am wichtigsten war das Wasser jedoch, um Lenzpumpen anzutreiben, mit deren Hilfe einsickerndes Grundwasser in den Stollen angehoben wurde. Fehlte es, konnte es sein, dass in besonders trockenen Sommern die Gruben absoffen. Dasselbe drohte auch im Winter, wenn die Bäche zufroren. Weiterhin dient das Wasser zum Auswaschen und Reinigen des Erzes während der verschiedenen Stadien der Erzgewinnung.
Die mittelalterlichen Zinnminen um Horní Slavkov (deutsch Schlaggenwald) und auch anderswo waren von einem konstanten Wasserangebot abhängig, und die Menge des erzeugten Erzes stand im Zusammenhang damit. Um eine zuverlässige Wasserversorgung sicherzustellen, versuchten die Bergleute zunächst, Wasser aus den nahe gelegenen Wäldern zu bringen. Sie bauten mehrere künstliche Seen, die Komáří rybníky (deutsch: Mückenteiche). Sie legten aber auch mehrere Kanäle von den Seen in den umliegenden Wäldern an. Einer davon ist der Puškařovská stoka (deutsch: Ebmethgraben) unter dem Berg Krudum, der als Vorgänger des Flossgrabens mit Länge von sechs Kilometern um 1512 gebaut wurde. Später wurde er mit dem Kanalsystem des Flossgrabens verbunden.
Als auch diese Maßnahmen dem ständig steigenden Bedarf nicht mehr genügten, entschloss sich 1530 der damalige Besitzer Freiherr Johan Pflug von Rabenstein (tschechisch Pluh z Rabštejna) zum Bau eines neuen Leitungsnetzes. Er beauftragte den Schlaggenwalder Markscheider Hans Rossmeisel mit der Vermessung des Gebiets zwischen Schlaggenwald und dem Glatzener Moor, um dieses reiche Wasserreservoir erschließen zu können. Nach monatelanger Arbeit und einer Legende zufolge mit Unterstützung eines Hirschs lieferte Rossmeisel die fertigen Pläne, die teilweise noch ältere Wasserbauwerke aus dem 14. Jahrhundert mit einbezogen. Die Bergleute begrüßten das Vorhaben und versprachen, mit fünf Prozent ihres Einkommens die Ausgaben zu tragen, bis alle Kosten gedeckt seien. Die Bauarbeiten wurden 1531 in Angriff genommen. Unter den Geldgebern befanden sich neben dem Adligen viele alteingesessene Nürnberger Bürger und die Augsburger Patrizierfamilie Welser, die den lokalen Bergbau massiv unterstützte. Es dauerte fünf Jahre, bis 1536, bevor Rossmeisel die Arbeit beenden konnte und das erste Wasser durch den Graben floss.
In der Folgezeit wurde das Wasserwerk ständig weiter ausgebaut, bis letztlich ein Grabensystem mit einer Gesamtlänge von 30 Kilometern entstanden war. Von 1601 bis 1608 wurden die ersten größeren Instandsetzungsarbeiten notwendig. Die Einwohner erhielten den Wasserlauf auch, als er nach dem Dreißigjährigen Krieg zu versanden drohte. 1872 wurde die Flossgraben-Gesellschaft gegründet, die den Kanal bis zum Zweiten Weltkrieg zu wirtschaftlichen Zwecken nutzte und 1908 weitere umfangreiche Reparaturen durchführen ließ. Im Jahr 2003 wurde dieses einmalige Wasserbauwerk zum Kulturdenkmal erklärt; es ist ein beliebtes Ausflugsziel.

## Bedeutung
Im Europa des 16. Jahrhunderts galt die Anlage als Meisterwerk, das sowohl hinsichtlich der Größe als auch aus technischer Sicht seinesgleichen suchte. Erst später entstanden ähnliche Kunstgräben – in Deutschland im Harz und in der Slowakei in der Gegend um Banská Štiavnica (deutsch Schemnitz). Die Bedeutung der Schlaggenwalder Zinnerzförderung unterstrich der deutsche Bergbaukundler Georgius Agricola 1546 in seinem Werk über den Erzbergbau in alter und neuer Zeit De veteribus et novis metallis. Die ertragreichen Zinn-Seifen am Hubr (deutsch Huberstock) zwischen Schönfeld und Schlaggenwald und am Vlčí hřeben (deutsch Wolfskamm) bei Sangerberg ließen die Kaiserwälder Hüttenwerke mit einer durchschnittlichen Förderung von 400 bis 500 Tonnen im Jahr zu den Hauptproduzenten des Metalls in Europa werden. Von 1500 bis 1620 wurden insgesamt über 55.000 Tonnen Zinn erzeugt, über die Hälfte davon in den ersten zwanzig Jahren des 16. Jahrhunderts. Die schiere Menge verdrängte damals die englischen Mitbewerber, die auch in Qualität und Preis nicht konkurrieren konnten.

## Bilder aus der Umgebung

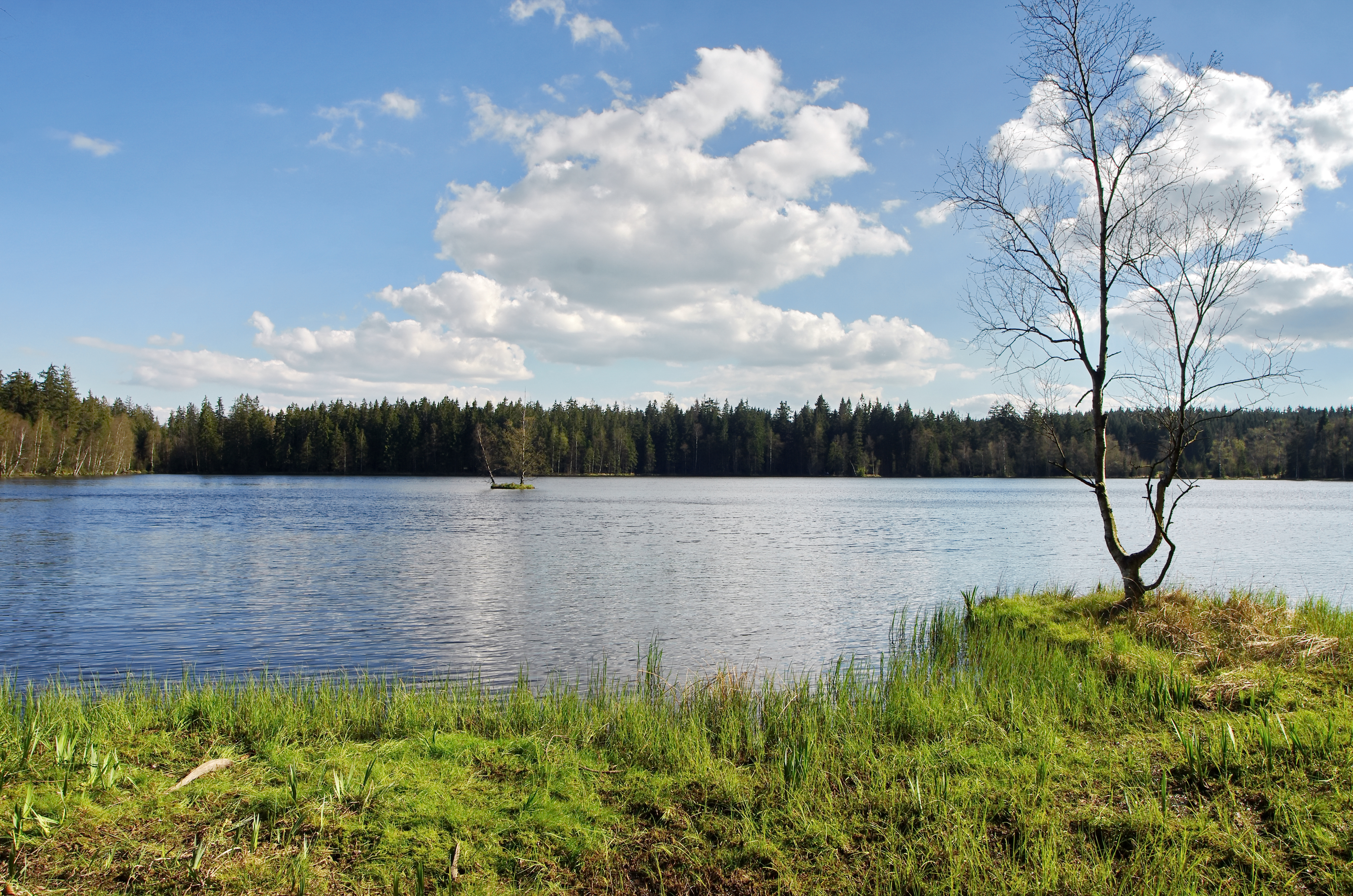
Der Glatzener Teich
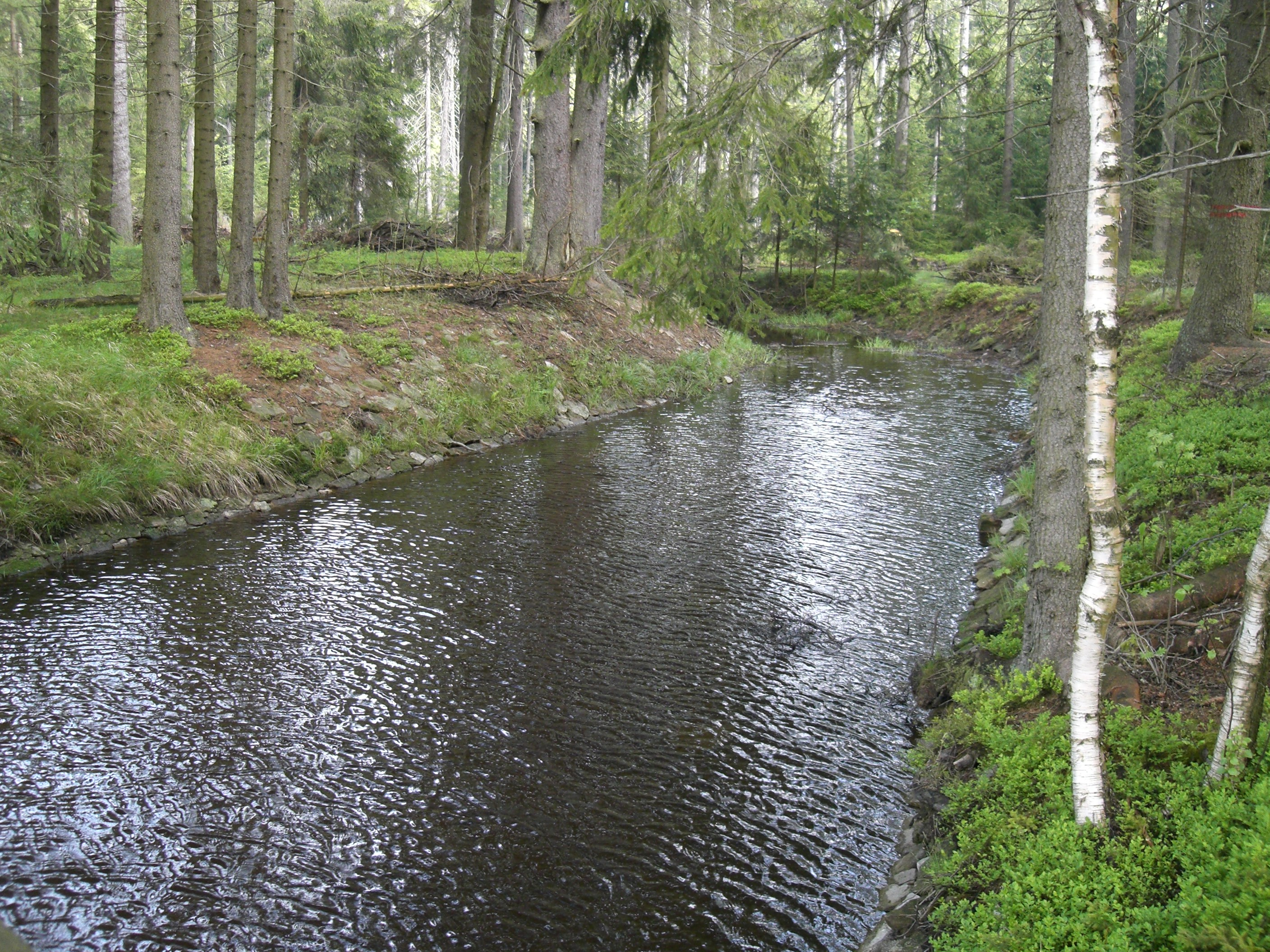
Der Graben nahe beim Abfluss aus dem Glatzener Teich
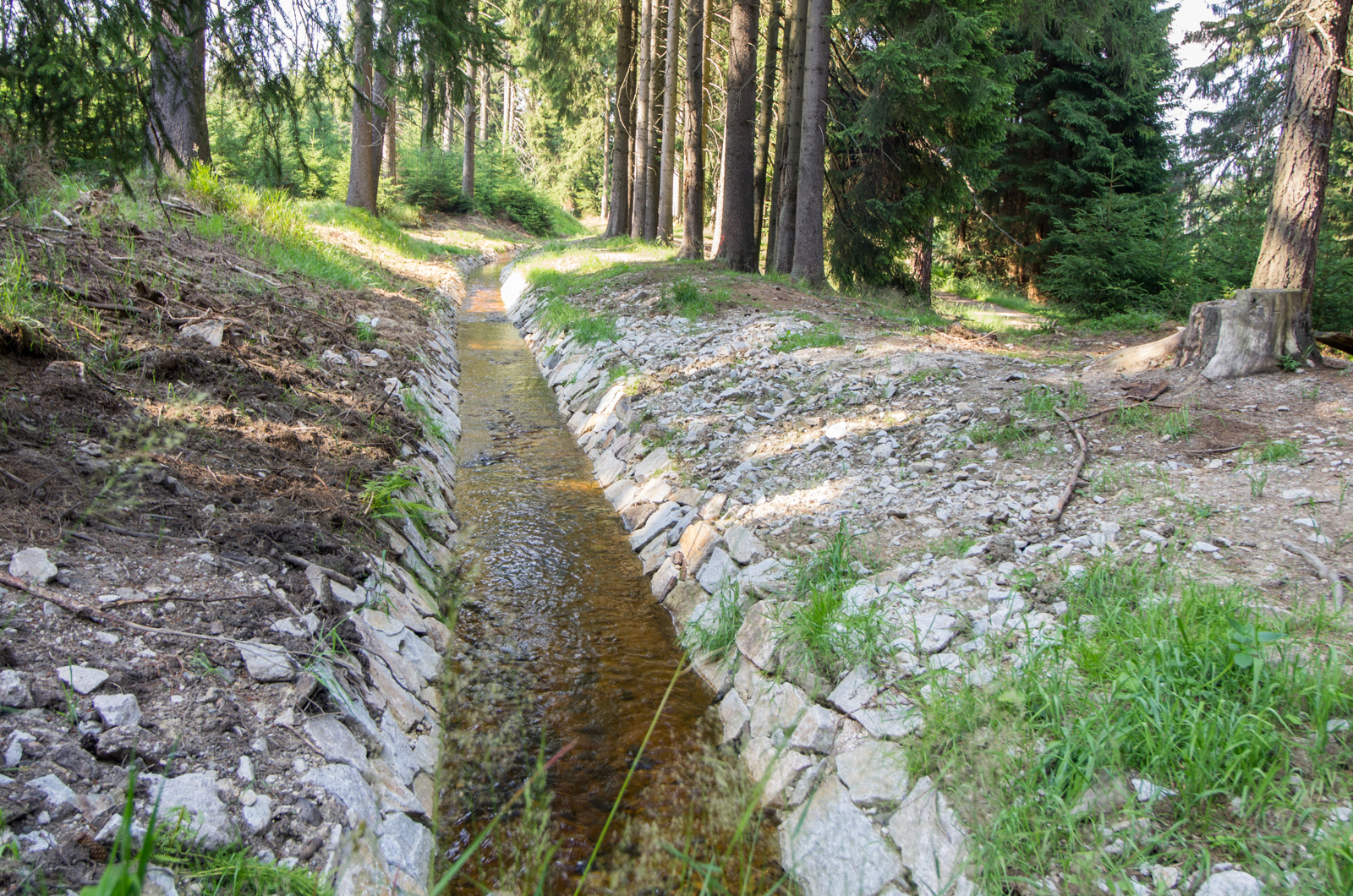
Etwa 2 km westlich von Prameny 1)
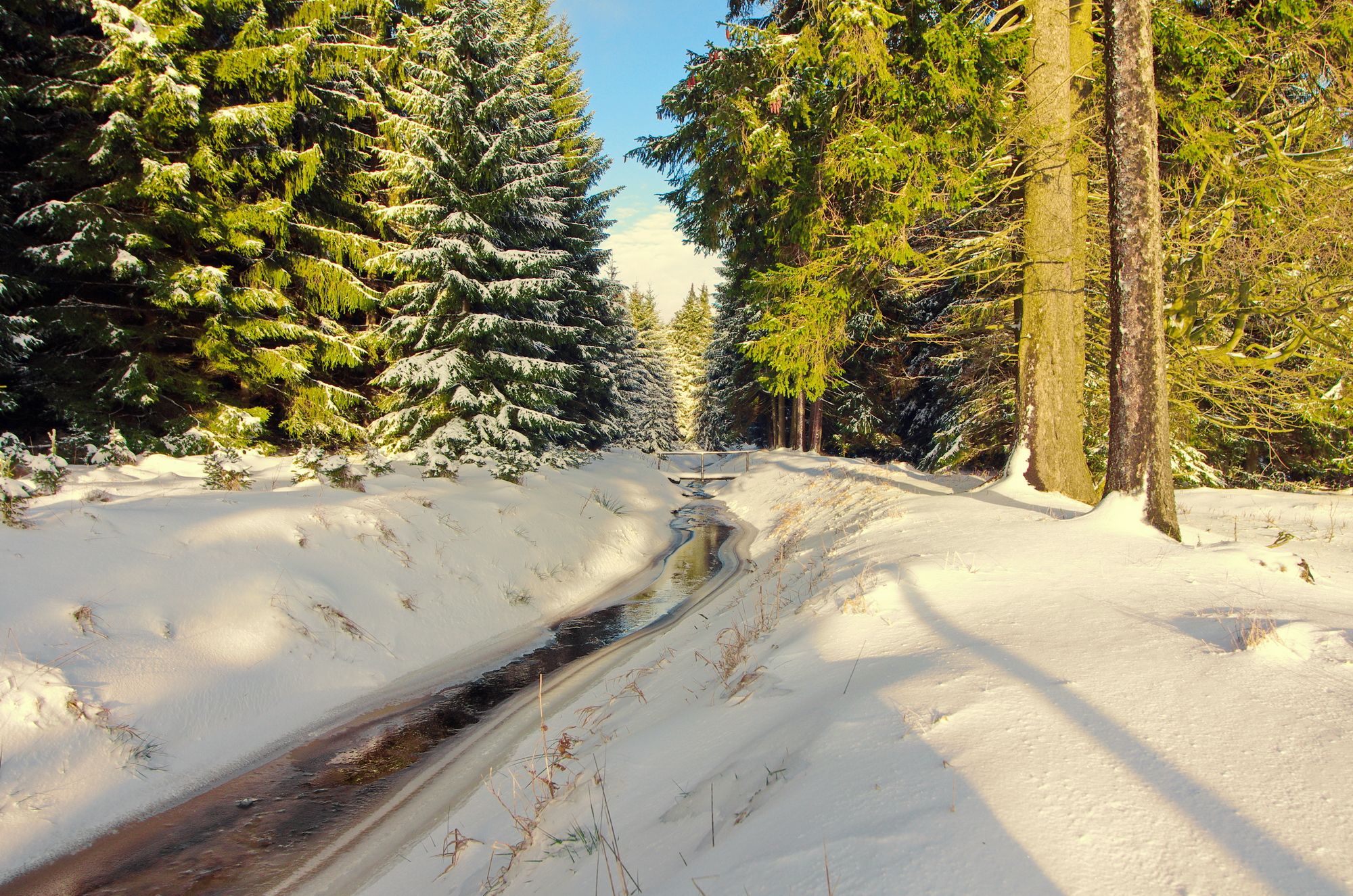
Etwa 1 km nördlich von Prameny 2)
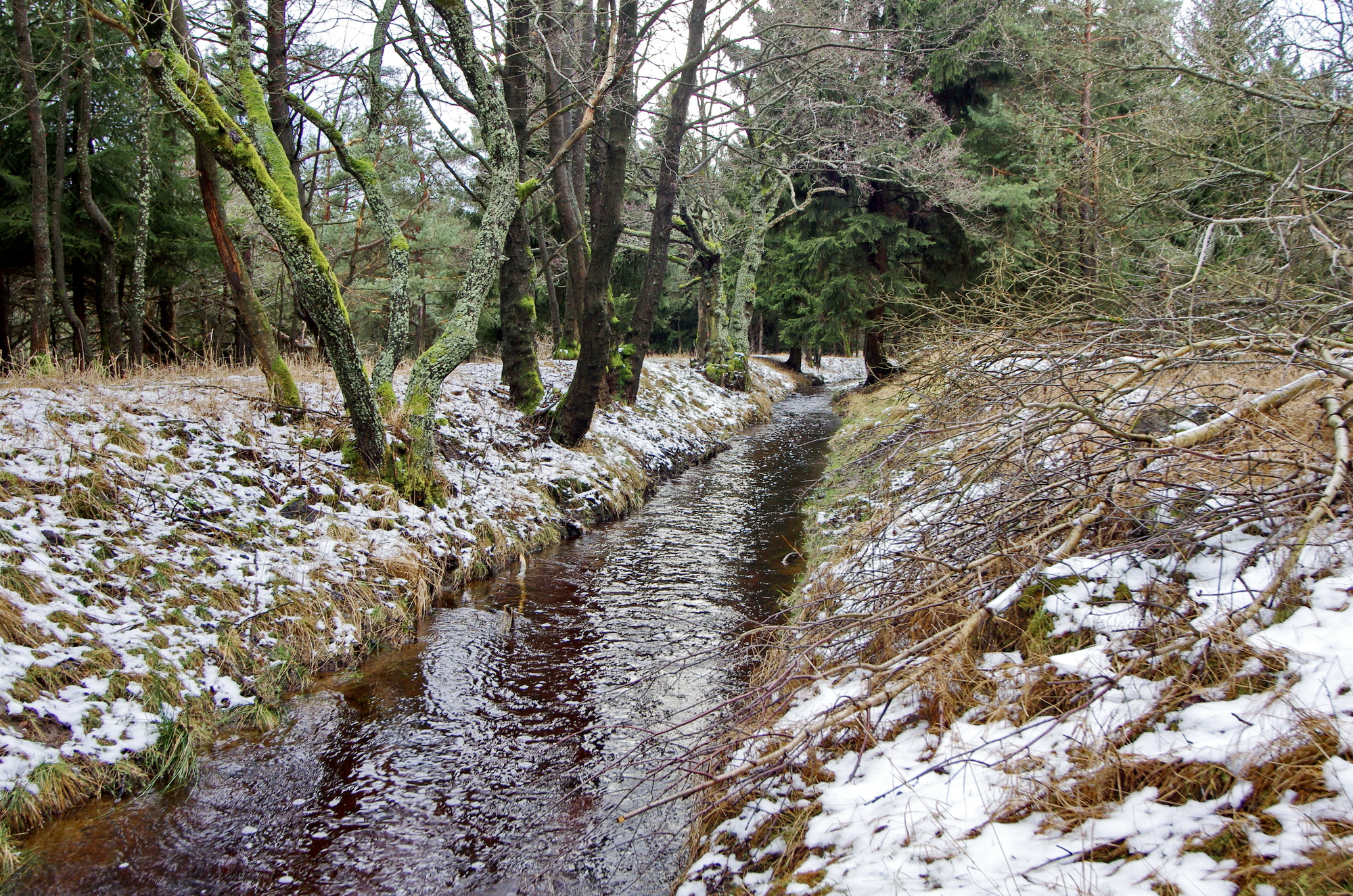
Etwa 1,5 km nordöstlich von Prameny

1) Gut zu erkennen sind die Steinplatten, die den Randbereich vor Erosion schützen

2) Hier wird besonders der trapezartige Querschnitt deutlich